# Повалій Таїсія Миколаївна
Таї́сія Микола́ївна Гирявець, у першому шлюбі Повалі́й (нар. 10 грудня 1964, Шамраївка Сквирського району Київської області, УРСР) — співачка з України, колишня народна артистка України (позбавлена звання 2015 року), проросійська політична діячка та путіністка, пропагандистка, українофобка, колаборантка. Народний депутат України VII скл від згодом забороненої проросійської Партії регіонів, кавалер Міжнародного ордена Святого Станіслава. Після Революції Гідності виїхала з України, мешкає в Москві. Внесена до бази «Миротворець». У серпні 2023 року отримала російське громадянство. Підтримує російське вторгнення в Україну.

## Біографія
Народилася 10 грудня 1964 р. в селі Шамраївка Сквирського району Київської області в сім'ї Миколи та Ніни Данилівни Гирявець (до шлюбу Конопляна). У 15 років поїхала вчитися до Києва, закінчила Київське вище музичне училище імені Глієра. У 18 років одружилася з музикантом Володимиром Івановичем Повалієм, через рік народила сина Дениса. У 1993 р. пара розлучилася.
2010 року придбала будинок в Іспанії.
2022 року, після повномасштабного вторгнення РФ до України, заявила про підтримку Росії і вивезла з Києва матір до себе в Москву.
Одружена з Ігором Ліхутою.

## Музична кар'єра
Професійну музичну кар'єру розпочала в 19 років. 1984 року закінчила диригентсько-хорове відділення і факультативно академічного вокалу музичного училища імені Глієра. До 1990 року працювала у Київському державному мюзик-холі у вокальній групі та солісткою.
1990 року здобула перемогу в конкурсі «Нові імена» Держтелерадіо СРСР, а 1993 року — на фестивалі Слов'янський базар. 1994 року визнана кращим музикантом року на фестивалі «Нові зірки старого року». Таїсія Повалій двічі отримала премію «Зірка естради року» (1996, 1998).
1998 року перемогла у загальнонаціональній програмі «Людина року», нагороджена орденом Святого Миколая Чудотворця. 2000 року нагороджена орденами «Слава на вірність Вітчизні» другого ступеня, Святої Ганни четвертого ступеня. Нагороджена орденом Святого Станіслава.
В 1996 році Таїсії Повалій надано звання Заслуженої артистки України, а у 1997 — Народної артистки України.
4 грудня 2010 року Таїсія Повалій стає лауреатом премії «Золотий Грамофон» з піснею «Отпусти», записану дуетом зі Стасом Михайловим.
2022 року підтримала вторгнення Росії в Україну.
9 травня 2022 року заспівала українську пісню на концерті в РФ, присвяченому 9 травня. У жовтні 2022 року проти Повалій було запроваджено санкції РНБО через підтримку вторгнення Росії в Україну.
Навесні 2023 року, на концерті присвяченому Дню перемоги над німецькими загарбниками в Москві, виконавиця заспівала дуетом з хлопчиком із тимчасово окупованої росіянами Луганщини (а саме, із Кадіївки) пісню «Ты далеко».
У вересні 2023 року виступила в тимчасово окупованому Луганську на концерті до «80-річчя звільнення Луганська від фашистських загарбників», при цьому, радянська армія зайняла Луганськ протягом січня-лютого 1943 року.
Наприкінці липня 2024 року співачка виступила разом із донькою одного з організаторів так званого «референдуму» 11 травня у Донецьку Єлизаветою Капустіною в рамках пропагандистського концерту «Голоса Победы», який відбувався за підтримки Міністерства оборони Росії (а саме, заступниці міністра оборони РФ Анни Цивільової).

## Політична діяльність

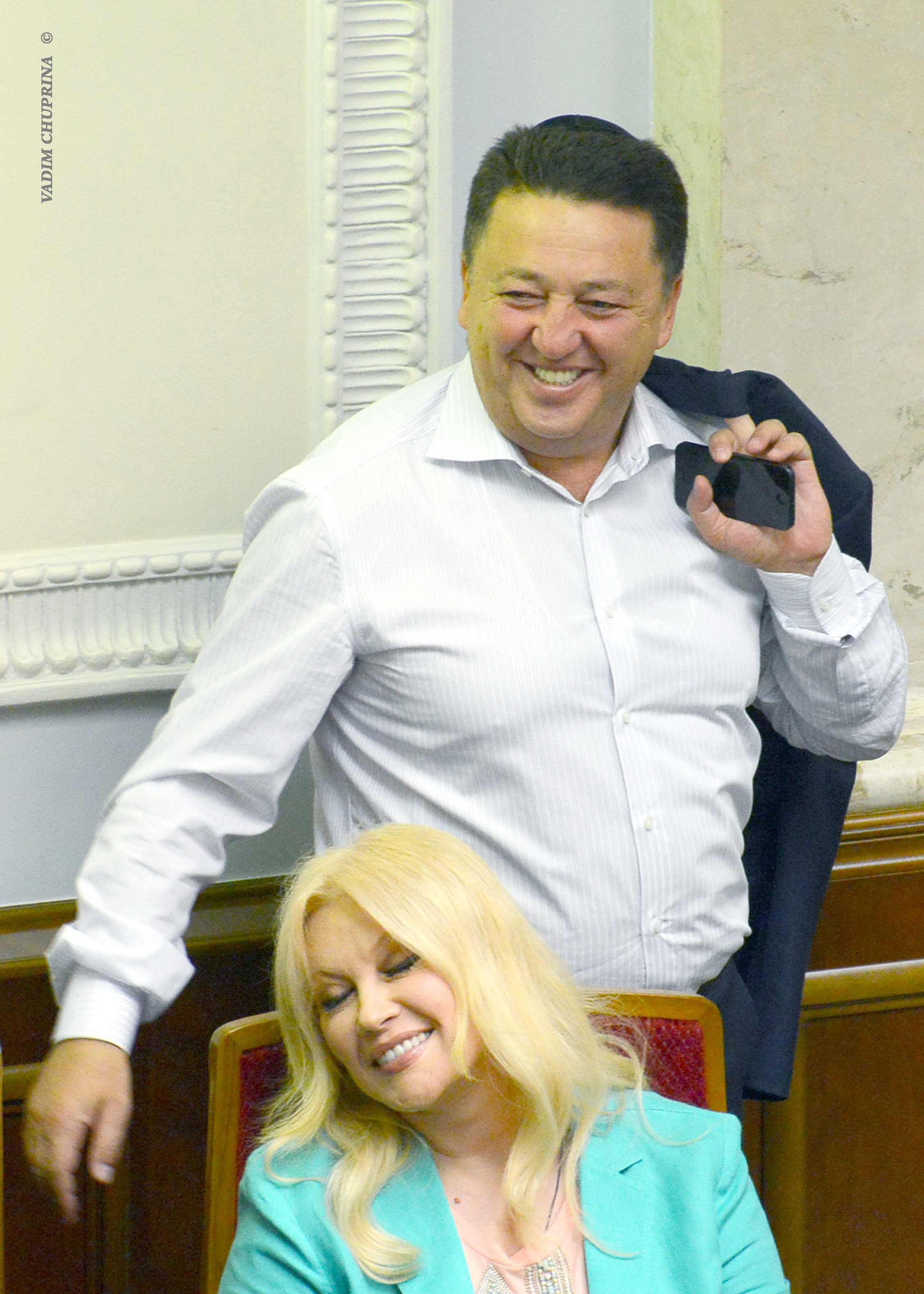
Повалій у верховній раді з Олександром Фельдман, 2013 рік

Повалій була кандидаткою Партії регіонів у жовтні 2012 року під час парламентських виборів в Україні, зайняла друге місце в партійному списку.
17 вересня 2014 року разом з групою депутатів «За мир та стабільність» відвідала Держдуму Росії. Головне слідче управління МВС України відкрило кримінальне провадження за статтею про посягання на територіальну цілісність України.
Підтримує політику Володимира Путіна і російське вторгнення в Україну.

26 березня 2024 року Повалій у програмі російського пропагандиста Бориса Корчевнікова повідомила, що чекала на початок «СВО».
Але для мене це було як порятунок. Ось ця ситуація з «СВО». Я зрозуміла — мене рятують і є шанс на життя. У мене виросли крила, — заявила Повалій.

## Санкції
19 жовтня 2022 року додана до санкційного списку України (№ 2080). Накладені економічні обмеження, позбавлення державних нагород України, інших форм відзначення.
У жовтні 2024 року Вищий антикорупційний суд ухвалив рішення про конфіскацію активів Повалій на користь держави, задовольнивши позов Міністерства юстиції.
22 листопада 2024 року позбавлений державних нагород України та інших форм відзначення згідно Указу Президента. 

## Розслідування

### Звинувачення у виправдовуванні збройної агресії РФ проти України
На початку 2024 року СБУ зібрала доказову базу на Повалій, яка виправдовувала війну РФ проти України. Слідчі СБУ заочно повідомили їй про підозру за трьома статтями КК України:
- ч. 6 ст. 111-1 (колабораційна діяльність);
- ст. 436 (публічні заклики до агресивної війни);
- ч. 1 ст. 436-2 (виправдовування, визнання правомірною збройної агресії рф проти України).

Оскільки Повалій перебуває у Росії, тривали заходи для притягнення її до відповідальності за вчинені злочини.
6 лютого 2025 року прокурори Вінницької обласної прокуратури скерували до суду обвинувальний акт стосовно Повалій. Слідство встановило, що вона виступала на підтримку президента РФ. Зокрема, брала участь у політичних акціях. ВАКС ухвалив рішення стягнути в дохід держави активи Повалій: семи земельних ділянок у Київській області площею 9,3 га; житлового будинку площею 442 м2; домоволодіння загальною площею 101 м2; двох транспортних засобів; чотирьох одиниць зброї; майнових прав на музику та слова до 9 творів.

## Відзнаки

Зірка Таїсії Повалій на Алеї зірок у Києві

### Україна
- Заслужений артист України (7 березня 1996) — з нагоди Міжнародного жіночого дня 8 Березня, за вагомі здобутки у праці, високу професійну майстерність[39] (*позбавлена: Указ Президента України № 726/2022)[6][40].
- Народний артист України (27 жовтня 1997) — за значний особистий внесок у розвиток національної культури, високий професіоналізм[41] (*позбавлена: Указ Президента України № 726/2022)[6][40]
- 2011 року була номінована на премію YUNA у категорії «Найкраща виконавиця» за досягнення у музиці за 20 років.

### Російська Федерація
- Орден Дружби (16 грудня 2011) — за великий внесок у збереження та популяризацію російської мови і російської культури, розширення культурних зв'язків між Російською Федерацією і Україною[42].

## Дискографія
- 1994 — Панно кохання
- 1999 — Я вас люблю
- 2000 — Буде Так
- 2001 — Чарівна скрипка
- 2002 — Одна-єдина (з Йосипом Кобзоном)
- 2002 — Птица вольная
- 2003 — Возвращаю
- 2003 — Сладкий грех
- 2003 — Українські пісенні перлини
- 2004 — Серденько
- 2005 — Отпусти меня (з Миколою Басковим)
- 2007 — За Тобой

## Фільмографія
- 2001 — Вечори на хуторі біля Диканьки (мюзикл)
- 2002 — Попелюшка (Мюзикл/музичний)
- 2003 — «Снігова королева»
- 2004 — «Метро» (Мюзикл)
- 2007 — Дуже новорічне кіно, або Ніч у музеї
- 2009 — Золота Рибка

## Мультимедія
Таїсія Повалій стала прототипом одного з персонажів українського мультсеріалу Казкова Русь — Тасі, музи Віктора II.